# Kanton Soissons-1
 Soissons-1  is een kanton van het Franse departement Aisne. Het kanton maakt deel uit van het arrondissement Soissons.
Het kanton Soissons-1 werd gevormd ingevolge het decreet van 21 februari 2014, met uitwerking op 22 maart 2015, door samenvoeging van het voormalige kanton Soissons-Nord met 4 gemeenten uit aanpalende kantons. Het kanton heeft Soissons als hoofdplaats. 

## Gemeenten
Het kanton omvat sinds zijn vorming 14 gemeenten en een deel van Soissons, namelijk:
- Bagneux
- Chavigny
- Crouy
- Cuffies
- Cuisy-en-Almont
- Juvigny (Aisne)
- Leury
- Osly-Courtil
- Pasly
- Pommiers
- Soissons  ( noordelijk deel )
- Vauxrezis
- Venizel
- Villeneuve-Saint-Germain
- Vregny